# Nigel Planer
Nigel Goerge Planer (Londra, 22 febbraio 1953) è un attore, commediografo e comico britannico.

## Biografia
Nigel Planer è nato a Londra e ha studiato all'Università del Sussex e alla London Academy of Music and Dramatic Art.
Da allora ha recitato a lungo in cinema, teatro e televisione, apparendo in numerosi film e serie TV, ma anche opere di prosa e musical nel West End londinese. È inoltre autore di otto romanzi e cinque opere teatrali. Come comico è noto per essere stato un membro di "The Comic Streep".
È stato sposato tre volte: con Anna Lea dal 1989 al 1995, con Frankie Park dal 1999 ald 2003 e con Roberta Green dal 2013.

## Filmografia parziale

### Cinema
- Barbagialla, il terrore dei sette mari e mezzo (Yellowbeard), regia di Mel Damski (1983)
- Brazil, regia di Terry Gilliam (1985)
- Mangia il ricco (Eat the Rich), regia di Peter Richardson (1987)
- Il vento nei salici (The Wind in the Willows), regia di Terry Jones (1996)
- Bright Young Things, regia di Stephen Fry (2003)
- Uragano (Flood), regia di Tony Mitchell (2007)
- Decameron Pie (Virgin Territory), regia di David Leland (2007)
- A prova di matrimonio (I Give It a Year), regia di Dan Mazer (2013)

### Televisione
- Metropolitan Police – serie TV, 1 episodio (1999)
- Miss Marple (Agatha Christie's Marple) – serie TV, episodio 5x01 (2010)
- Episodes – serie TV, 4 episodi (2012-2015)
- Hank Zipzer - Fuori dalle righe (Hank Zipzer) – serie TV, 2 episodi (2015)
- Delitti in Paradiso (Death in Paradise) – serie TV, episodio 7x02 (2018)
- Inside No. 9 – serie TV, 1 episodio (2018)
- Marcella – serie TV, 6 episodi (2018)
- Padre Brown (Father Brown) – serie TV, 1 episodio (2020)

### Doppiaggio
- SpongeBob SquarePants - serie TV, 1 episodio (2006)

## Teatro

### Attore
- Evita, libretto di Tim Rice, colonna sonora di Andrew Lloyd Webber, regia di Harold Prince. Prince Edward Theatre di Londra (1978)
- Chicago, libretto di Bob Fosse e Fred Ebb, colonna sonora di John Kander, regia di Walter Bobbie. Adelphi Theatre di Londra (1997)
- We Will Rock You, libretto di Ben Elton, Brian May e Roger Taylor, colonna sonora dei Queen, regia di Christopher Renshaw. Dominion Theatre di Londra (2002)
- The Rocky Horror Show, libretto e colonna sonora di Richard O'Brien, regia di Christopher Luscombe. Playhouse Theatre di Londra (2006)
- Wicked, libretto di Winnie Holzman, colonna sonora di Stephen Schwartz, regia di Joe Mantello. Apollo Victoria Theatre di Londra (2006)
- Hairspray, libretto di Scott Wittman, Mark O'Donnell e Thomas Meehan, colonna sonora di Marc Shaiman, regia di Jack O'Brien. Shaftesbury Theatre di Londra (2009) e tour UK (2010)
- Charlie and the Chocolate Factory, libretto di David Greig e Scott Wittman, colonna sonora di Marc Shaiman, regia di Sam Mendes. London Palladium (2013)

### Commediografo
- On the Ceiling, 2008
- Death of Long Pig, 2009
- The Magnificent Andrea, 2011
- Game of Love and Chai, 2018
- Vulcan 7, 2018

## Opere letterarie
- Neil’s Book of the Dead ,1984
- I an actor: Nicholas Craig, 1988
- A Good Enough Dad 1992
- Let’s Get Divorced, 1994
- Therapy and How to Avoid it ,1996
- Unlike The Buddha, 1997
- The Right Man, 2000
- Faking It, 2003

## Doppiatori italiani
- Vittorio Guerrieri in Barbagialla, il terrore dei sette mari e mezzo
- Oliviero Dinelli in Delitti in paradiso
- Ambrogio Colombo in Lockwood & Co.